# Jimmy Neutrón
James Isaac Neutrón, o simplemente Jimmy Neutrón, es un personaje ficticio creado por John A. Davis y popularizado por el canal infantil Nickelodeon. El personaje protagoniza la película Jimmy Neutron: Boy Genius (2001), además de la posterior serie de televisión The Adventures of Jimmy Neutron, Boy Genius (2002-2006). También ha aparecido en una gran variedad de productos, como juguetes, videojuegos, revistas, decoraciones de fiestas, sitios web y más. Por lo tanto, es un personaje multiplataforma, cuya imagen en 3D fue modelada por el estudio tejano DNA Productions.
Jimmy es hijo de Judy y Hugh Neutrón y vive en la ciudad de Retroville, donde destaca como el niño más inteligente. Normalmente crea dispositivos y herramientas que le causan algún problema, en compañía de su perro mecánico Goddard y sus amigos Carl y Sheen. También se ha cruzado con otros personajes de Nickelodeon, como en su aventura con Timmy Turner en «The Jimmy/Timmy Power Hour» (2004) y su aparición en el videojuego Nickelodeon All-Star Brawl 2 (2023). Inclusive, conoció a Thomas Edison en uno de los episodios de la serie de televisión. En cuanto a rivales y enemigos, tiene a Cindy Vortex (su compañera de clases) y los «yolkians» (a quienes se enfrenta en la película de 2001 para rescatar a sus padres).
Albie Hecht, durante su tiempo como presidente de cine y televisión de Nickelodeon, describió a Jimmy como «parte Bart Simpson y parte Einstein». La revista Entertainment Weekly lo ha nombrado uno de los personajes más inteligentes del cine y la televisión.
Jimmy tiene la voz de Debi Derryberry en inglés, así como otros personajes varones son interpretados por mujeres (como Tommy de Rugrats o Bart de Los Simpson). En su versión doblada para Hispanoamérica, tuvo la voz de Eduardo Curiel.

## Apariencia
Jimmy tiene una cabeza demasiado grande, tiene los ojos azules y su cabello es castaño y con forma de cono de helado. Frecuentemente se meten con él en la escuela (especialmente Rizzler y los "bravucones") debido a su inteligencia. Jimmy siempre viste con camiseta roja con el símbolo de un átomo, vaqueros azules y zapatillas blancas, al contrario de la película y el capítulo piloto que vestía camiseta blanca con rayas rojas, shorts azules y zapatos marrones. En un número de episodios, sus compañeros de escuela están molestos y enojados por la brillantez de Jimmy que hace tratar, para ganar proyectos y concursos de ciencia (de hecho, Jimmy ha sido suspendido de por vida de la feria de ciencias para dar a los niños normales de una posibilidad real). Él, en sus tiempos libres crea inventos, y en ocasiones problemáticas, diseña sus inventos salvajes para ayudarlo a lidiar con las tareas que le cause molestia, sin embargo los inventos tienden a tener un defecto (generalmente causada por un descuido obvio) que dan lugar a una catástrofe que sólo él puede resolver.

## Personalidad

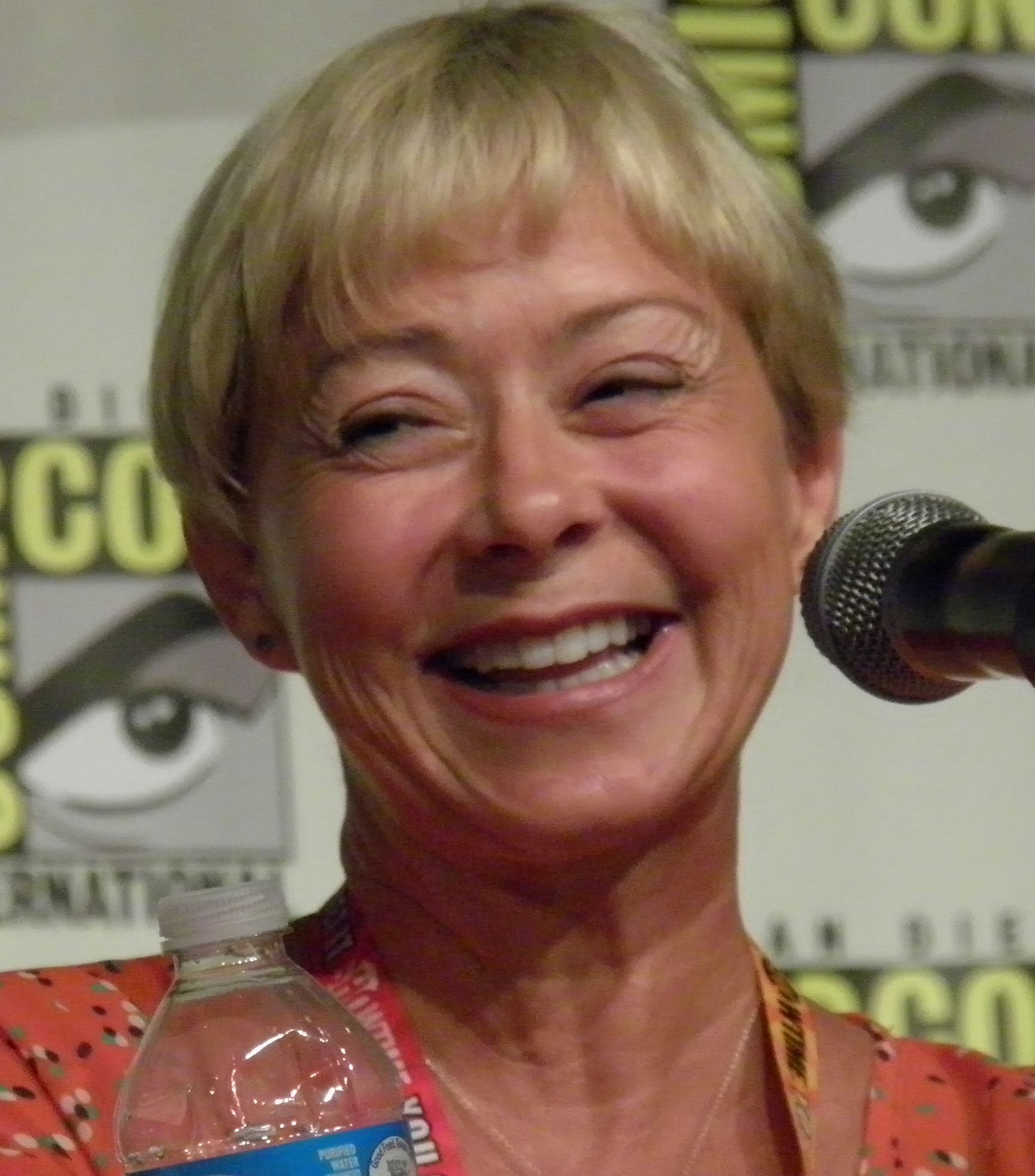
Debi Derryberry en 2012

Jimmy es un niño que usa inteligencia artificial junto a mascota que es bastante dulce y alegre, y muy maduro para su edad, aunque a veces puede ser un poco arrogante y también egoísta. De vez en cuando suele ser fácil de irritar, aunque esto sólo ocurre por las relaciones que lleva con personajes como Cindy o Sheen cuando lo molesta. Le gusta jugar al héroe y ser 'el bueno', a menudo tomando una posición firme en contra de cualquiera que cree que es malo. Él no dará marcha atrás en sus creencias como que cree firmemente en sí mismo. Jimmy es muy encantador cuando menos se trata de ser, como en la fiesta, que se lanza a la ausencia de sus padres en los primeros episodios. También es una persona de buen corazón y de buenos sentimientos, siempre trata de proteger a sus padres y amigos.

## Descripción
Las creencias religiosas de Jimmy son inciertas. Aunque él celebra la Navidad, la serie de televisión jamás explora el tema de la religión, debido a su naturaleza simple para el público infantil.
Entre los inventos más exitosos de Jimmy está Goddard, su fiel perro mecánico. Sus mejores amigos son Carl Wheezer y Sheen Estévez. No son tan inteligentes como Jimmy, pero son muy leales a él. Ellos están dispuestos a ayudarlo tanto como sea posible, aunque otras veces solo causan problemas mientras lo acompañan en sus aventuras salvajes. Jimmy también tiene amigas, como lo son Cindy Vortex y Libby Folfax. Cindy y Jimmy constantemente pelean entre sí y se consideran rivales, pero con el tiempo llegan a quererse, dando lugar a una relación de amor/odio. En su momento, parece que él lucha por ocultar sus verdaderos sentimientos por Cindy.

## Origen de los nombres
Su nombre está inspirado en científicos como James Chadwick e Isaac Newton, y su perro robot, Goddard, lleva el nombre de Robert H. Goddard un pionero en la cohetería moderna. Su apellido, Neutrón, está basado en la partícula subatómica, un nucleón, sin carga neta, presente en el núcleo atómico de prácticamente todos los átomos que hay en la materia.